# Eusphaeropeltis borneensis
Eusphaeropeltis borneensis är en skalbaggsart som beskrevs av Renaud Maurice Adrien Paulian 1978. Eusphaeropeltis borneensis ingår i släktet Eusphaeropeltis och familjen Hybosoridae. Inga underarter finns listade i Catalogue of Life.